# Trece (canal de televisión español)
Trece (hasta 2017, 13 TV) es un canal de televisión español en abierto. La empresa editora afirma que su programación se basa en la difusión de los valores y credo de la Iglesia católica y se centra en contenidos para todos los miembros de la familia, aunque desde diversos medios se ha definido su línea editorial como ultraconservadora. Sus principales contenidos pasan por el cine clásico, las teleseries, los programas de producción propia y los de producción ajena religiosa de KW TV, Popular TV y CTV.
Actualmente, está operado por Ábside Media, junto con las cadenas de radio COPE, Rock FM, Cadena 100 y MegaStar FM, y pertenece a la Conferencia Episcopal Española.

## Historia
El canal fue lanzado en septiembre de 2010 en una de las frecuencias alquiladas del multiplex de TDT de Unidad Editorial. Dentro del grupo de inversores del canal, estaban la empresa mexicana KW TV y el exdirector de Popular TV, Alejandro Samanes. La firma del acuerdo se hizo en febrero de 2010 e, inicialmente, se extendería por 15 años. El 15 de junio de 2010, Veo Televisión pidió autorización a la Secretaría de Estado de Telecomunicaciones y para la Sociedad de la Información para ceder dicha frecuencia al mencionado grupo.
Al principio el nombre del canal tenía como base el nombre de 10 TV, pero tras la aparición de La 10, la televisión generalista de Vocento, en sus primeras pruebas técnicas en TDT se optó por la denominación de Veo 13 y, finalmente, de 13 TV, por su relación con el 13 de mayo, día de aparición de la Virgen María en Cova de Iría (Fátima, Portugal).
El 6 de noviembre de 2010, inició sus emisiones en pruebas con la retransmisión de la visita del papa Benedicto XVI a Santiago de Compostela y Barcelona, compartiendo señal con Popular TV, y el 29 de noviembre del mismo año fue lanzado de forma oficial.
La cadena, de la que era accionista mayoritaria la Iglesia católica (Conferencia Episcopal Española), comenzó sus emisiones con un presupuesto de €20 millones y contó en sus inicios con una audiencia de entre el 0,2 y el 0.7 por ciento.
Tras la ampliación de capital que se realizó en marzo de 2011, sus principales accionistas eran Cope (Conferencia Episcopal, 51 %); el expresidente de Antena 3 José María Mas Millet, y la sociedad Socuat. A mediados de 2019 se realizó una nueva ampliación de capital, pasando a controlar la Conferencia Episcopal el 98 % de la cadena y poniendo a disposición de la misma una línea de crédito de €30 millones. Las pérdidas acumuladas por la compañía ascendían a €96 millones.
El 25 de abril de 2013 la web de la cadena fue hackeada por el colectivo Anonymous criticando su línea de apoyo al gobierno de Mariano Rajoy.

### Alquiler de la frecuencia y reclamación de un canal propio para 13TV
La Conferencia Episcopal reclamaba al Gobierno, para 13TV, un canal nacional propio. Esta preocupación comenzó cuando, en marzo de 2013, el Tribunal Supremo declaró nulo el reparto de licencias que ejecutó el gobierno en 2010, ya que dicho espacio debía ser destinado por los operadores de telefonía móvil al despliegue de la tecnología LTE. Esta situación eliminaría un canal a cada grupo al que se le otorgaron, a excepción de laSexta, que como solo contaba con licencia para TDT, perdería 2 canales. Esta situación deja al grupo Veo TV con 2 canales menos, lo cual abrió la posibilidad de que 13tv perdiera su frecuencia de emisión.
Por otro lado, los canales sin licencia como 13TV (alquilado a Unidad Editorial), Intereconomía TV (alquilado a Vocento) y AXN estaban presionando al gobierno para que requise la futura nueva frecuencia de RTVE (tercer Múltiplex), y se la conceda a ellos.
El 24 de septiembre del 2013, Fox International Channels colabora con 13TV para hacer un bloque de BabyTV los sábados y domingos a las 9:45.
En 2014, la cadena comenzó a tener cuestionamientos sobre la viabilidad de futuro, debido a la salida de Antonio María Rouco Varela de la presidencia de la Conferencia Episcopal, por lo que la nueva dirigencia de los obispos católicos condicionó el financiamiento del canal a un cambio en la línea editorial de la señal, algunos sectores eclesiásticos consideraban que los canales se habían vuelto emisoras propaganda del PP y de la «ultraderecha».
En 2015, el canal intensificó su campaña por la obtención de una señal propia ante el inminente cierre de nueve señales de la TDT por parte del Tribunal Supremo, el 17 de abril se confirmó que 13TV formaba parte de la licitación por una de las seis frecuencias de televisión nacional.

### Obtención del canal propio
El 30 de septiembre de 2015 la cadena obtuvo una de las seis frecuencias otorgadas por el Ministerio de Industria, en este caso para emitir en definición estándar por un plazo de 15 años renovable de acuerdo con la ley audiovisual, algunos medios de comunicación consideraron que la entrega de la licencia fue un pago de favores por parte del gobierno central ante los servicios prestados por la cadena a lo largo de su existencia.
A partir de enero de 2016, 13TV comenzó a emitir temporalmente en dos frecuencias: la otorgada por el Gobierno y la alquilada a Unidad Editorial, esto como consecuencia de la cobertura limitada de las nuevas señales, las cuales estaban restringidas en un principio al 35% de la población, por lo que de forma temporal se haría la emisión de esta manera.
El 19 de marzo de 2016 se completó el traslado de la frecuencia en todas las zonas de cobertura, de esta forma, 13TV abandonó el Múltiplex perteneciente a Unidad Editorial para pasar a emitir únicamente en la nueva frecuencia otorgada a la cadena.

### Cambio de identidad
En mayo de 2016 se dio a conocer los resultados de la investigación ordenada por la Conferencia Episcopal, el trabajo arrojó que «13TV es una televisión-muralla con un discurso político cerrado que no propone el Evangelio y convoca a un público cercano al PP y de edad elevada», en la cual los dirigentes de la Iglesia católica española invertían más de €10 millones cada año.
Ante la nueva doctrina social impulsada por el papa Francisco, el informe y la propia dirigencia eclesiástica apuntaron a una reforma de la programación para cumplir con «la exigencia de neutralidad y la apertura a las distintas sensibilidades se convierte en una urgencia de diálogo».
En agosto de 2016, el canal inició los pasos para un cambio en la línea editorial de la cadena de cara a la temporada 2016-17, eliminando el programa de información Más claro que el agua, presentado por la periodista Isabel Durán. Sin embargo, la cadena conservó El Cascabel, considerado como el programa con mayor audiencia de 13TV.
En mayo de 2017, Julián Velasco y Enrique Lozano asumieron el mando de 13TV. La nueva dirigencia presentó un plan para reestructurar financieramente la cadena. El programa de acción incluía el despido del 80 % de la plantilla, el recorte de gastos operativos y el cierre de algunos programas considerados como cercanos al Partido Popular, además del reordenamiento de otros espacios para tener mayores niveles de pluralidad. Los cambios comenzarían a tomar forma en septiembre, por lo que el verano se afrontó con una programación de mínimos. Además, se reveló que, en los seis años operativos de la cadena, apenas había obtenido una ganancia de €44,6 millones, mientras que las pérdidas ascendían a los €72,8 millones. Finalmente, los despidos únicamente afectaron a un 10 % de la plantilla laboral.
El 11 de septiembre de 2017, el canal fue relanzado como Trece. Además, su enfoque de programación fue cambiado a actualidad, información religiosa y cine sin cortes publicitarios.
Como parte de un plan para asegurar la estabilidad del canal, la dirigencia apostó por incrementar las sinergias y la integración con la COPE, junto con una imagen más en abierto para llegar al público femenino y al menor de 50 años.
El objetivo final de los programas de renovación económica consistía en buscar a un socio comercial al cual se le alquilaría parte de la parrilla diaria. Sin embargo, la intención de la dirigencia era la de conservar el nombre y los espacios más distintivos de la cadena.
En la primavera y el verano de 2020 el canal obtuvo sus mejores números de audiencia. En mayo Trece consiguió el liderazgo como canal TDT más visto del mes, posición compartida con el canal FDF, esto al conseguir un 2,4 % del porcentaje de audiencia, mientras que en agosto la señal de los obispos alcanzó su máximo mensual al situarse con un 2,6 % de las audiencias. El canal vio impulsadas sus cifras con la emisión de cine y programación religiosa, cuyo consumo incrementó durante el confinamiento decretado por el Gobierno de España entre los meses de marzo y mayo de 2020. Al finalizar el año el canal recuperó sus números de audiencia habituales.
La Conferencia Episcopal aplicó desde 2021, en un contexto de fuga de anunciantes hacia las nuevas plataformas tecnológicas, una política de austeridad en el gasto que le ha permitido reducir las pérdidas anuales. Aun así, durante el ejercicio 2022 la cadena presentó números rojos por valor de €3,9 millones (superiores a los €2,2 millones de pérdidas registrados en 2021), y las pérdidas acumuladas desde su creación ascendían ya a €108 millones.

## Logotipo

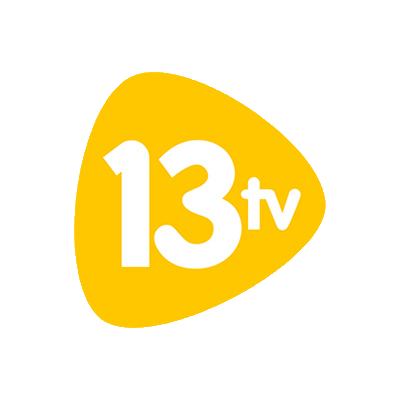
Logo de 13 TV desde 2012 hasta 2017
Logo de Trece desde 2017

## Eslóganes
- Creemos (2010-2011).
- No es lo mismo (2011-2012).
- Más que televisión (2012-2013).
- Un verano abierto a todos los públicos (Verano 2013).
- La Referencia (2013-2014)
- Seguimos contigo en Verano (Verano 2014)
- En Liga de los Grandes (2014-2015 )
- Hacemos La Ola (Verano 2015)
- Un aire nuevo (2015-2016)
- Me gusta! (2016-2017)
- Tenemos que vernos (2017)

## Programación
La programación de Trece se basa en tres pilares fundamentales: la actualidad, el cine y la información sociorreligiosa con especial atención a la agenda del Papa. Es por ello que el canal cuenta con un amplio catálogo cinematográfico, programas de análisis, debate y entrevistas de actualidad y formatos destinados a acercar la vida y misión de la Iglesia. 

### 2010
En 2010 inició una programación de entretenimiento con telenovelas como La dama de rosa, y La revancha, series como Manolito Gafotas, cine con un programa titulado Nuestro cine presentado por José Luis Uribarri o Butaca 13 presentado por Juana Samanes, además de emitir de lunes a viernes en primetime cine, algo anteriormente dedicado a series como Lleno, por favor o Sí, primer ministro. También se renovaron los informativos con Inmaculada Galván.

### 2011
Sin embargo entre los días 12 y 22 de agosto se modificó la programación con motivo de la JMJ 2011 realizándose El programa más largo del mundo que emitió durante 250 horas y fue presentado por Inmaculada Galván y Nieves Herrero. Su target se sitúa entre las personas de más de 45 años siendo su principal competidora Intereconomía.
En 2011 se incorporaron a la cadena conocidos rostros del panorama televisivo español:
TDM: Te damos la Mañana con Inés Ballester, acompañada por colaboradores como Rosa María Calaf, Lara Dibildos, Verónica Mengod, Concha Galán o Liborio García.
TDT: Te damos la Tarde con Nieves Herrero, con, entre otros, Mari Pau Domínguez o Julián Contreras Jr en el contrapunto vespertino del anterior.
José Luis Moreno con Noche Sensacional
En cuanto a series de ficción, en la temporada 2011-2012, se emitieron series históricas como Lleno, por favor, ¡Ala... Dina!,Los Ángeles de Charlie o Verano Azul. También se emitieron ficciones de estreno de la factoría Moreno como Esto no es lo que parece.

### Temporada 2012-2013
La temporada 2012-2013 comenzó el 10 de septiembre de 2012, a las 11:00 horas de la mañana, con una gala de presentación de la temporada. Además, se incluyó un cambio en la imagen corporativa del canal. En referencia a los contenidos, destacan La tertulia de Curri, el magacín Te damos la tarde y el debate De hoy a mañana, conducido por Carlos Cuesta. Entre las novedades, cabe destacar Sin rodeos, el programa de análisis y entrevistas de Isabel Durán; Al descubierto, el programa de periodismo de investigación de Inmaculada Galván; Entredós, el programa de entrevistas protagonizado por grandes personajes de la Cultura, la Gastronomía y la Ciencia de Fernando de Haro; Nuestro cine, con Inés Ballester y Ricardo Altable. El 28 de enero de 2013, Curri Valenzuela fue sustituida por Isabel Durán al frente de la tertulia, que pasó a llamarse Más claro agua. No obstante, Curri continuó colaborando en la cadena. Por otra parte, Antonio Jiménez abandonó Intereconomía Televisión en enero de 2013. Así, el periodista fichó por 13 TV y estrenó El cascabel al gato el 4 de febrero de 2013, un formato similar a El gato al agua de Intereconomía.

### Temporada 2017-2018
Trece se reinventa esta temporada en la forma y en el fondo para acercarse a los nuevos espectadores. La imagen corporativa del canal cambia y adopta un nuevo claim, "Tenemos que vernos", que hace referencia a esta nueva etapa más fresca y renovada. Las líneas se simplifican y los contenidos se diversifican y dan un giro hacia la información social y la actualidad descargando el contenido más extremo. José Luis Pérez asume la dirección de informativos de la casa y es el encargado de presentar Al día y El cascabel, avance por las noches. Junto a él, Marc Redondo ofrece la información meteorológica de la jornada. Antonio Jiménez continúa al frente de El Cascabel, que renueva sus contenidos para relatar aquello que preocupa a los ciudadanos con entrevistas a personajes de la actualidad y la cobertura de los sucesos más destacados. 
Ricardo Altable se incorpora a Detrás de la verdad para analizar junto a Patricia Betancort los sucesos más destacados de la jornada con entrevistas en profundidad a policías, abogados, forenses y personajes relevantes. Altable está también junto a Inés Ballester en Viva el cine español recordando los títulos más destacados de nuestro cine. El cine western sigue siendo territorio de Irma Soriano, quien cada tarde presenta los títulos a emitir. Los fines de semana, Ana Medina repasa en Periferias la labor social de la Iglesia y los dilemas religiosos y humanitarios a los que se enfrenta la sociedad.
En diciembre de 2017, Patricia Betancort, Ricardo Altable e Inés Ballester dejan la cadena como consecuencia de una disminución de la plantilla.

### Temporada 2018-2019
Esta temporada TRECE estrena un magacín y debate llamado Trece al Día presentado por Ana Samboal y José Luis Pérez, que trata temas de actualidad política, social y deportiva, este dura dos horas 20:30-22:30.
Además esta temporada en TRECE por primera vez en su historia el informativo Al día también informa los sábados y domingos a las 14:30.

### Temporada 2019-2020
Esta temporada TRECE estrena un debate de actualidad de lunes a viernes se 13:40 a 15:00 llamado La Lupa de la mañana que será presentado por Raquel Caldas y Ana Samboal, este programa también incluirá el informativo Al día. 
Por la tarde noche José Luis Pérez seguirá al frente de TRECE al día que además contará con María Ruiz en sustitución de Ana Samboal que estará al frente en una de las secciones más importantes del programa "La trastienda".
Esta temporada TRECE al día será de 20:30 a 22:00 ya que El Cascabel presentado por Antonio Jiménez comenzará antes y terminará igual que otras temporadas a las 00:30

### Temporada 2020-2021
Tras la incorporación de Montserrat Lluis a la dirección de la cadena, TRECE afronta su temporada más ambiciosa desde la reestructuración de la cadena. La programación de lunes a viernes se amplía, con la incorporación a la parrilla de "Iglesia al día", un espacio informativo religioso contiguo a la retransmisión de la Santa Misa. Tras ello, "La Lupa de la Mañana" con Raquel Caldas amplía su franja comenzando a las 12:30, y Nazaret García Jara se encarga del informativo de mediodía. Se crea el espacio "Abierto Redacción", un boletín informativo entre las películas de la tarde, y "La Azotea" con María Ruiz y Antonio Hueso en el late night, después de "El Cascabel". Los viernes, nace el programa Mi gran Familia. La programación de fines de semana se amplía con dos ediciones de informativos en directo presentados por Álvaro Echevarría (mediodía) y Daniel Cifuentes (noches), y el estreno de "Código Samboal", un espacio de tertulia, entrevistas y análisis presentado por Ana Samboal. También estrenan el magacín sociorreligioso "Ecclesia", presentado por Álvaro de Juana.

## Presentadores
- Antonio Jiménez
- José Luis Pérez Gómez
- Patricia Betancourt
- Lucía Crespo
- Raquel Caldas
- Ana Samboal
- Nazaret García Jara
- Juanma Castaño
- Marta de Pedro

## Medios en los que participa Trece
- En televisión:
  - A nivel nacional:
    - Trece
- A nivel autonómico:
  - Cantabria
    - Popular TV Cantabria

  - Comunidad Valenciana:
    - La 8 Mediterráneo

  - La Rioja:
    - Popular TV La Rioja (Antigua Rioja 4 TV)

  - Melilla:
    - Popular TV Melilla

  - Región de Murcia:
    - Popular TV Murcia
- A nivel provincial, comarcal o local:
  - Aragón:
    - 13 TV Zaragoza (dem. Zaragoza)

  - Cantabria: 
    - Popular TV Torrelavega - En sociedad con Televisión Comarcal del Besaya Cantabria (dem. Potes,  y Torrelavega) (asociada)

  - Castilla-La Mancha:
    - Popular TV Ciudad Real  (dem. Almadén)
    - Popular TV Cuenca (dem. Cuenca)
    - Popular TV Guadalajara  (toda la provincia de Guadalajara)
    - Popular TV -Canal Diocesano Toledo o Canal Diocesano-Popular TV (dem. Toledo - asociada)
    - Popular TV -Canal Diocesano Toledo (dem. Torrijos)

  - Comunidad de Madrid:
    - 13 TV Madrid Norte - Popular TV Madrid (dem. Alcobendas Cobertura: Alcobendas, San Sebastián de los Reyes, Tres Cantos, Colmenar Viejo, Algete, San Agustín del Guadalix, Paracuellos de Jarama, Daganzo de Arriba, Fuente el Saz de Jarama, El Molar, Cobeña y Ajalvir.)
    - 13 TV Madrid Noroeste - Popular TV Madrid Noroeste TV (dem. Collado Villalba)
    - 13 TV Madrid Capital - Popular TV Madrid (dem. Madrid Capital - asociada)
    - 13 TV Madrid Oeste - Popular TV Madrid Oeste (dem. Pozuelo Alarcón)
    - 13 TV Madrid Sur - Popular TV Madrid Sur (dem. Móstoles Cobertura: Móstoles, Leganés, Alcorcón, Navalcarnero, Humanes de Madrid, Arroyomolinos y Moraleja de Enmedio.)

  - Comunidad Valenciana:
    - L'Alacantí TV (antes LaMetroTV) (dem. Alicante)

  - Islas Baleares:
    - Popular TV Mallorca  (dem. Inca y Palma Mallorca)
    - Popular TV Menorca  (dem. Insular Menorca)
    - Popular TV Ibiza-Formentera (dem. Insular Ibiza-Formentera)
- En radio:
  - COPE
  - Cadena 100
  - Radio María España (asociada a COPE)
  - Rock FM, anteriormente conocida como Rock & Gol.
- A nivel autonómico, provincial o local:
  - MegaStar FM[47][48]

## Audiencias
Evolución de la cuota de pantalla mensual y anual. Están en negrita y azul los meses en que fue líder de audiencia.
|      | Enero  | Febrero | Marzo | Abril | Mayo    | Junio | Julio | Agosto | Septiembre | Octubre | Noviembre | Diciembre | Media anual |
| ---- | ------ | ------- | ----- | ----- | ------- | ----- | ----- | ------ | ---------- | ------- | --------- | --------- | ----------- |
| 2011 | 0,2%** | 0,2%**  | 0,3%  | 0,3%  | 0,3%    | 0,4%  | 0,5%  | 0,7%   | 0,5%       | 0,6%    | 0,6%      | 0,7%      | 0,4%        |
| 2012 | 0,8%   | 0,8%    | 0,8%  | 1,0%  | 0,9%    | 0,9%  | 1,0%  | 0,9%   | 1,0%       | 1,1%    | 1,2%      | 1,3%      | 1,0%        |
| 2013 | 1,4%   | 1,5%    | 1,5%  | 1,3%  | 1,3%    | 1,3%  | 1,3%  | 1,1%   | 1,2%       | 1,3%    | 1,3%      | 1,4%      | 1,3%        |
| 2014 | 1,4%   | 1,5%    | 1,4%  | 1,5%  | 1,6%    | 1,7%  | 1,7%  | 1,6%   | 1,5%       | 1,5%    | 1,6%      | 1,7%      | 1,6%        |
| 2015 | 2,0%   | 1,7%    | 1,9%  | 2,0%  | 2,1%    | 2,1%  | 2,0%  | 2,0%   | 1,9%       | 2,1%    | 2,3%      | 2,4%      | 2,0%        |
| 2016 | 2,5%   | 2,4%    | 1,9%  | 2,0%  | 1,9%    | 1,8%  | 1,9%  | 1,7%   | 2,0%       | 2,1%    | 2,1%      | 2,0%      | 2,0%        |
| 2017 | 2,0%   | 2,0%    | 2,0%  | 2,0%  | 2,0%    | 2,0%  | 2,1%  | 2,1%   | 2,0%       | 2,1%    | 2,2%      | 2,2%      | 2,1%        |
| 2018 | 2,1%   | 2,0%    | 2,0%  | 2,1%  | 2,1%    | 1,9%  | 2,1%  | 2,2%   | 2,0%       | 1,9%    | 2,0%      | 2,1%      | 2,0%        |
| 2019 | 2,1%   | 1,9%    | 1,9%  | 2,1%  | 2,0%    | 1,9%  | 2,2%  | 2,4%   | 2,0%       | 2,0%    | 2,1%      | 2,2%      | 2,1%        |
| 2020 | 2,2%   | 2,2%    | 2,2%  | 2,3%  | 2,4%*** | 2,4%  | 2,5%  | 2,6%*  | 2,3%       | 2,2%    | 2,2%      | 2,2%      | 2,3%        |
| 2021 | 2,3%   | 2,3%    | 2,2%  | 2,1%  | 2,2%    | 2,2%  | 2,3%  | 2,4%   | 2,2%       | 2,0%    | 2,0%      | 2,1%      | 2,2%        |
| 2022 | 2,2%   | 2,3%    | 2,2%  | 2,2%  | 2,1%    | 2,2%  | 2,3%  | 2,3%   | 2,1%       | 2,1%    | 2,1%      | 2,2%      | 2,2%        |
| 2023 | 2,2%   | 2,0%    | 2,0%  | 2,0%  | 2,0%    | 2,0%  | 2,0%  | 2,1%   | 1,9%       | 1,8%    | 2,0%      | 2,1%      | 2,0%        |
| 2024 | 1,9%   | 1,8%    | 1,9%  | 1,7%  | 1,8%    | 1,9%  | 1,9%  | 2,1%   | 1,9%       | 1,8%    | 1,9%      | 2,0%      | 1,9%        |
| 2025 | 1,9%   | 1,9%    | 1,7%  | 1,7%  | 1,8%    | 1,8%  | 2,0%  |        |            |         |           |           |             |

* Máximo histórico. | ** Mínimo histórico. | *** Colíder.